# Quaestus luctuosus
Quaestus luctuosos es una especie de escarabajo del género Quaestus, familia Leiodidae. Fue descrita por Salgado en 1984.

## Distribución
Se encuentra en España.